# L'école est finie (film, 1979)
Pour les articles homonymes, voir L'école est finie.
L'école est finie est un film français réalisé par Olivier Nolin, sorti en 1979.

## Synopsis
Julien, 14 ans, et Nathalie, 15 ans, se rencontrent et vivent une histoire d'amour. Ils veulent avoir un enfant ensemble.

## Fiche technique
- Titre : L'école est finie
- Réalisation : Olivier Nolin
- Scénario : Olivier Nolin
- Production : Ariel Zeitoun et Jean-Serge Breton
- Photographie : Bernard Zitzermann
- Premier assistant-réalisateur : Régis Wargnier
- Pays d'origine : France
- Format : Couleurs
- Durée : 97 minutes
- Date de sortie : 1979

## Distribution
- Corinne Dacla : Nathalie Thuillier
- Bertrand Waintrop : Julien Villebois
- Catherine Rouvel : Mme Thuillier
- Hélène Vincent : Mme Villebois
- François Nocher :  Paul
- Jean-Luc Moreau : Erik
- Charly Chemouny :  Suchard